# Estrecho del Fondo de Hierro
El estrecho del Fondo de Hierro (del inglés: Ironbottom Sound) es el nombre más común del estrecho de Savo que le fue dado por los marinos de las fuerzas aliadas durante la Segunda Guerra Mundial. Es un estrecho de mar localizado entre las islas de Guadalcanal, Savo y Florida. Pertenecientes al archipiélago de las islas Salomón.

## Batallas

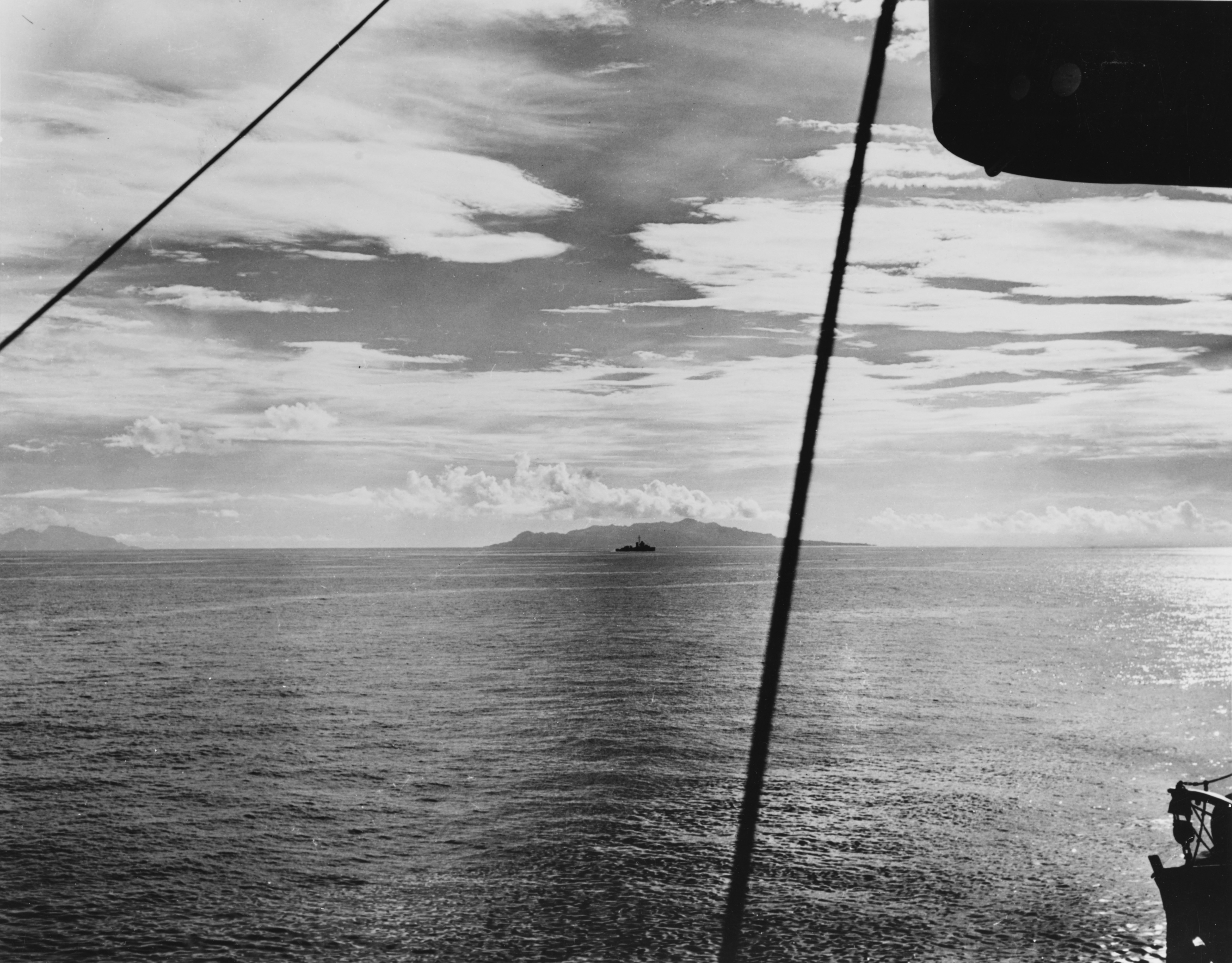
El estrecho del Fondo de Hierro fotografiado el 7 de agosto de 1942 el día que las fuerzas aliadas desembarcaron en Guadalcanal y Tulagi. En el centro la isla de Savo y Guadalcanal el fondo izquierdo.

Docenas de barcos y aviones fueron hundidos en estas aguas durante la Campaña de Guadalcanal entre 1942 y 1943. Anteriormente a la guerra, fue llamado como estrecho de la Alondra de Mar (Sealark Sound).
- Batalla de la isla de Savo
- Batalla del cabo Esperanza
- Batalla naval de Guadalcanal
- Batalla de Tassafaronga